# Leo Pungs
Leo Wilhelm Julius Pungs (* 6. August 1883 in Moskau; † 16. Februar 1979 in Braunschweig) war ein deutscher Elektrotechniker und Radiopionier.

## Leben
Leo Pungs war Sohn eines niederrheinischen Fabrikbesitzers in Moskau und Schüler der dortigen St.-Michael-Schule. Nach Rückkehr seiner Eltern nach Deutschland studierte er bis 1906 Elektrotechnik an der Technischen Hochschule Darmstadt. Nach bestandener Diplomhauptprüfung blieb er noch drei Jahre als Assistent bei Erasmus Kittler. Danach ging er in die Industrie. 1910 konstruierte er Drehstrommotoren bei Brown, Boveri & Cie in Baden in der Schweiz. Danach ging er wieder nach Darmstadt zurück und promovierte 1912 bei Waldemar Petersen mit seiner Arbeit: Das dielektrische Verhalten flüssiger Isolierstoffe bei hohen Wechselspannungen.

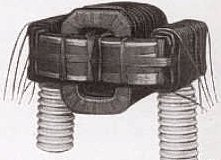
Pungs-Drossel

Im Anschluss trat er als Entwicklungsingenieur bei der C. Lorenz AG in Berlin ein, die sich für Funktechnik seit 1906, seit sie die Rechte an Valdemar Poulsens Lichtbogen-Sender erworben hatte, zu einem Konkurrenten der Telefunken entwickelte. Im Ersten Weltkrieg diente er bei der Kaiserlichen Marine, leitete das Funklaboratorium und arbeitete mit Hans Harbich an Peil- und Navigationsgeräten.
Nach Kriegsende wurde er Laborleiter und Prokurist der C. Lorenz AG. Bereits 1913 hatte er ein Verfahren zur Amplitudenmodulation ungedämpfter Schwingungen unter Verwendung von gesteuerten Eisendrosseln entwickelt. Die nach ihm benannte Pungs-Drossel war ein wichtiges Bauelement für die Entwicklung von Rundfunksendern und wurde auch bei der Ausstrahlung der ersten Versuchssendungen über die Sendeanlagen in Königs Wusterhausen und Eberswalde in den Jahren 1920 und 1921 eingesetzt. Unter seiner Leitung wurde auch eine Fernsprech-Funkverbindung zwischen Kopenhagen und der Insel Bornholm hergestellt. Gemeinsam mit Felix Gerth entwickelte er die „Hapug-Modulation“, ein energiesparendes Modulationsverfahren.
Im Jahr 1927 gründete er an der Technischen Hochschule Carolo-Wilhelmina zu Braunschweig das zweite Institut für Schwachstromtechnik in Deutschland, das er bis 1954 leitete. Während des Zweiten Weltkriegs war er wieder bei der Kriegsmarine und befasste sich unter anderem mit Antennentechnik, aber auch der Tarnung fester und beweglicher Ziele gegenüber funkgestützter Erkennungs- und Ortungsverfahren (Funkmesstechnik, bzw. moderne Bezeichnung Radar).
1949 bis 1953 war Pungs Vorsitzender der Klasse Ingenieurwissenschaften der Braunschweigischen Wissenschaftlichen Gesellschaft.
Leo Pungs war verheiratet mit Anna-Lucia Pungs geb. Drewa (1883–1979).

## Ehrungen
- 1933: Gauß-Weber-Gedenkmünze der Universität Göttingen
- 1953: Großes Verdienstkreuz der Bundesrepublik Deutschland
- 1958: Dr.-Ing. E. h. der TU Darmstadt
- 1963: Philipp-Reis-Plakette[1]

## Veröffentlichungen
- Über das dielektrische Verhalten flüssiger Isolierstoffe bei hohen Wechselspannungen. Springer, Berlin 1913.
- Grundzüge der Hochfrequenztechnik. Wolfenbütteler Verlagsanstalt, Wolfenbüttel 1947.
- Parametrische Systeme. mit Karl-Heinz Steiner. Hirzel, Stuttgart 1965.
- Meßtechnik der kontinuierlichen Modulationsverfahren. mit Hans Fricke. Braun, Karlsruhe 1966.